# Cagnan Grande
Il Cagnan Grande o canale della Pescheria è un ramo del Botteniga, fiume di risorgiva della pianura veneto-friulana.

## Descrizione
Nasce al Ponte di Pria, in corrispondenza dell'ingresso in Treviso del Botteniga
Dopo aver costeggiato il parco e il tergo di Palazzo Rinaldi, il canale passa sotto il ponte di San Francesco e il ponte di San Parisio. Si allarga quindi lambendo l'isola artificiale della Pescheria, attraversa i "Ponticelli", dove sopravvive ancora una copia di una ruota di mulino, incontra il ponte di San Leonardo, il ponte di Sant'Agata, il nuovo ponte di vicolo Carlo Alberto e confluisce infine nel Sile presso ponte Dante (già noto come "dell'Impossibile").

## Galleria d'immagini

Le chiuse poste all'ingresso del Botteniga in città
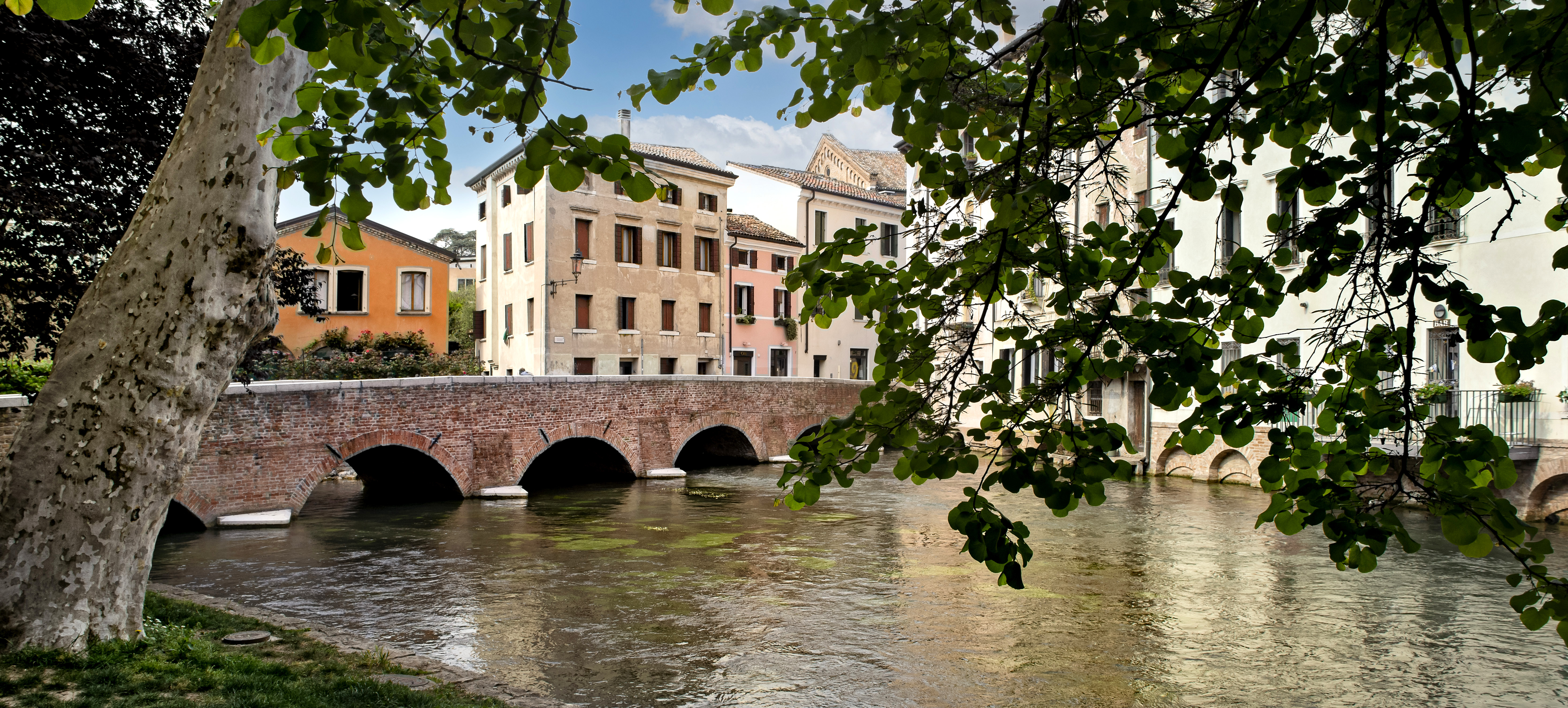
Ponte San Francesco
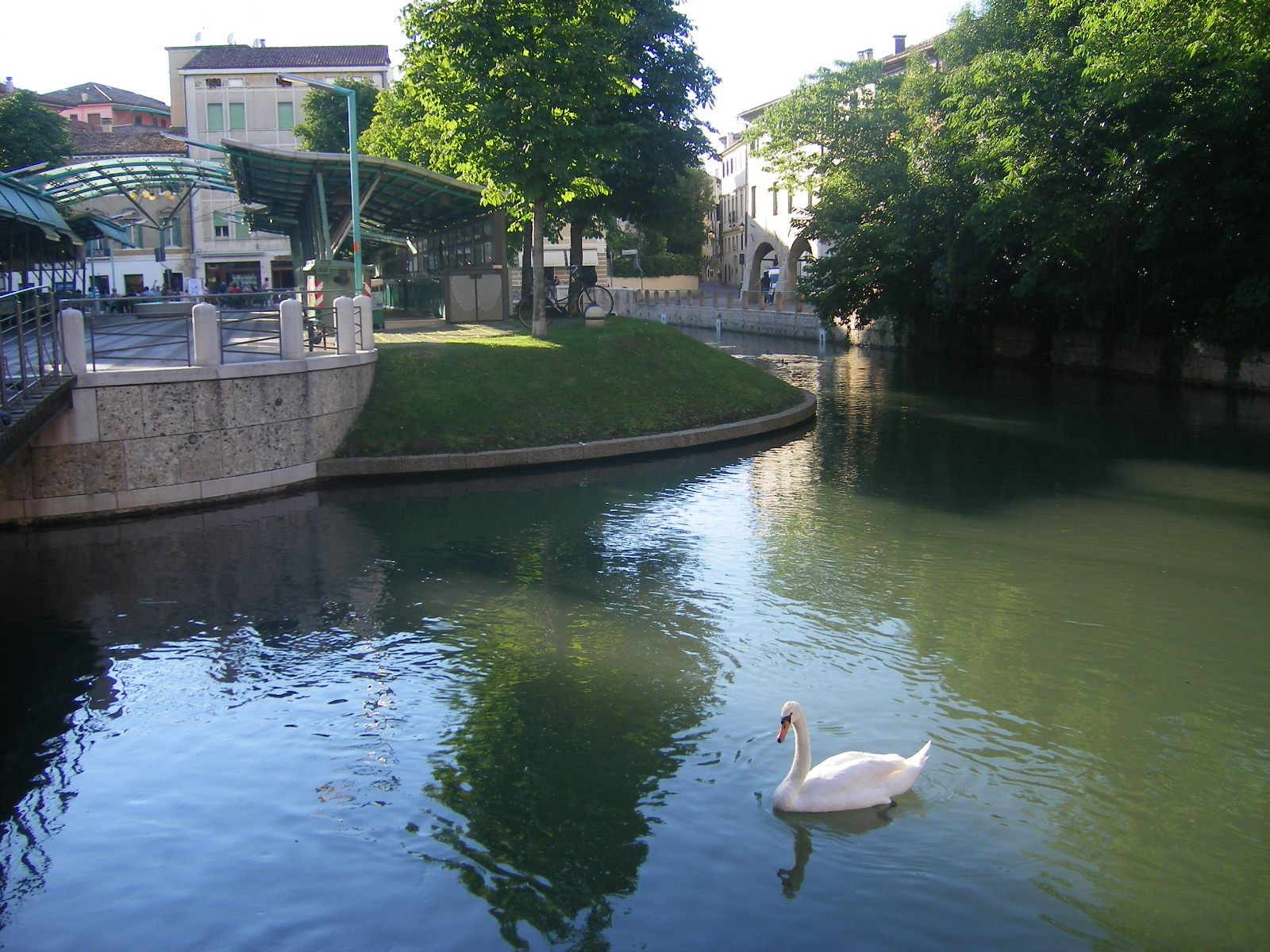
Isola della Pescheria
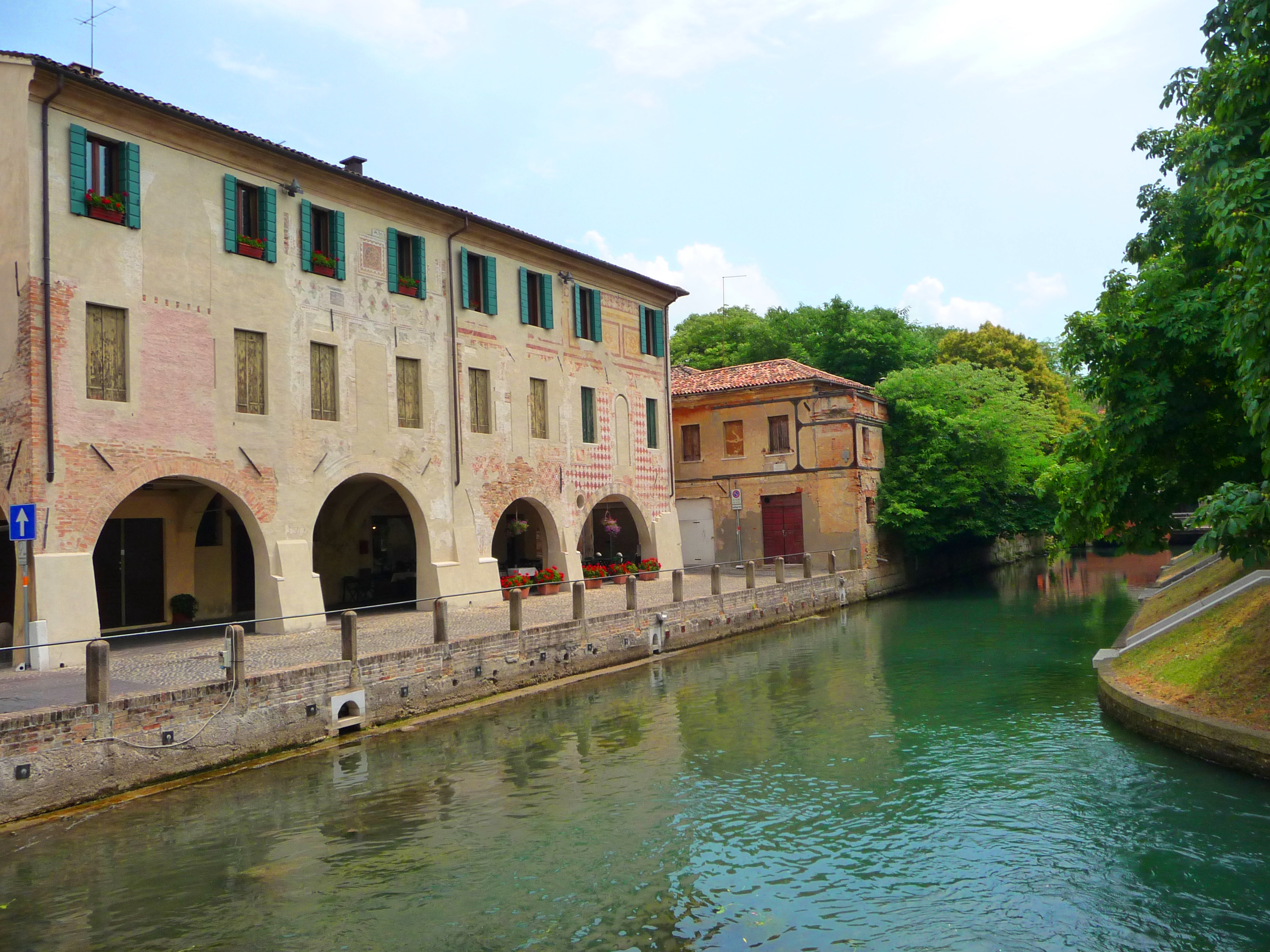
Casa Coghetto si affaccia sul Cagnan Grande di fronte alla Pescheria